# Orange (Califórnia)
Orange é uma cidade localizada no estado norte-americano da Califórnia, no condado de Orange. Foi incorporada em 6 de abril de 1888.
Situa-se a aproximadamente 6 quilómetros ao norte da sede do condado, Santa Ana, e a aproximadamente 52 quilómetros a sudeste de Los Angeles. Orange é característica por preservar em sua região central muitas construções datadas da década de 1920, em estado de total preservação.

## História
Os habitantes originais da região eram os povos americanos nativos, conhecidos como gabrielinos pelos colonos espanhóis. Em 1801, Juan Pablo Grijalva, um soldado espanhol aposentado e o primeiro latifundiário da área, teve permissão do governo espanhol para estabelecer edificações no Arroyo de Santiago. Em 1848, com o Tratado de Guadalupe Hidalgo, a Califórnia foi cedida aos Estados Unidos da América pelo México e embora muitos colonos tivessem perdido os títulos das suas terras, os descendentes de Grijalva retiveram a posse de suas terras.
Em 1869, Chapman de Alfred e Andrew Glassell — advogados de Los Angeles — receberam como pagamento 1.385 acres (6  quilómetro do ²) de terra do Rancho Santiago de Santa Ana, que foram rapidamente desmembrados em uma cidade com dez acres (40,000  a fazenda do ² de m). A comunidade foi nomeada originalmente de Richland, mas teve que mudar de nome em 1873 por já existir uma Richland dentro do Condado de Sacramento. Os residentes escolheram então "Orange", em homenagem ao condado na Virgínia onde nasceu um dos fundadores.

## Geografia
De acordo com o United States Census Bureau, a cidade tem uma área de 65,4 km², onde 64,2 km² estão cobertos por terra e 1,2 km² por água.

## Demografia
Segundo o censo nacional de 2010, a sua população é de 136 416 habitantes e sua densidade populacional é de 2 123,81 hab/km². Possui 45 111 residências, que resulta em uma densidade de 702,32 residências/km².

### Nativos famosos
- Aaron Corp, jogador de futebol americano.
- Noah Urrea, cantor e ator. Membro do grupo pop global Now United.